# Église Saint-Baudile de Soumont
Pour les articles homonymes, voir Église Saint-Baudile.
L'église Saint-Baudile de Soumont est une église romane située à Soumont dans le département français de l'Hérault en région Occitanie.

## Localisation
L'église se situe entre la rue du Clocher et la rue des Caves, dans la partie méridionale du village. On accède à la rue du Clocher depuis la rue Saint-Baudile par un escalier qui donne sur le portail méridional.
Son cimetière offre un panorama impressionnant sur la vallée de la Lergue.

## Historique
L'église Saint-Baudile de Soumont est une église romane construite au XIIe siècle,,, et qui a subi quelques ajouts au XVIIIe siècle (la nef latérale).
Elle est mentionnée sous le nom de Sanctus Baudilius de Somonte en 1194.

## Statut patrimonial
Propriété de la commune, l'église Saint-Baudile fait l'objet d'une inscription au titre des monuments historiques depuis le 23 décembre 1932.

## Architecture

### Architecture extérieure
À l'est, l'église présente un beau chevet roman composé d'une abside semi-circulaire unique édifiée en pierre de taille assemblée en grand appareil et surmontée d'une corniche moulurée.
La façade méridionale est percée d'un portail en plein cintre à double ébrasement cantonné de deux colonnes surmontées par des impostes en forte saillie qui supportent l'archivolte ornée d'un arc torique (boudin) et d'un larmier. La partie orientale de la façade sud est renforcée par deux puissants contreforts et ornée d'une petite arcature composée de deux arcades reposant sur une fine colonne engagée, partiellement détruite par le percement d'une fenêtre.
À l'est, l'édifice est terminé par un clocher massif.

### Architecture intérieure
L'église est un édifice composé d'une nef romane de quatre travées voûtée en berceau et d'un bas-côté roman (au nord), terminés chacun par une abside en cul-de-four,. 
La nef est séparée de ce collatéral par des piles renforcées chacune par quatre colonnes engagées ornées de chapiteaux cubiques : les deux colonnes les plus hautes supportent les arcs-doubleaux qui renforcent les voûtes en berceau de la nef et du bas-côté tandis que les deux colonnes les plus petites supportent les arcs transversaux.